# Hibbertia axillaris
Hibbertia axillaris är en tvåhjärtbladig växtart som beskrevs av Toelken. Hibbertia axillaris ingår i släktet Hibbertia och familjen Dilleniaceae. Inga underarter finns listade i Catalogue of Life.